# Sudomie
Sudomie (kaszb. Jezoro Sudomié) – przepływowe jezioro wytopiskowe na wschodnim krańcu mezoregionu Bory Tucholskie (powiat kościerski, województwo pomorskie).

## Charakterystyka
Powierzchnia całkowita jeziora wynosi 173,5 ha, Sudomie jest jeziorem o urozmaiconej i zalesionej linii brzegowej, leżącym na północnym obrzeżu Wdzydzkiego Parku Krajobrazowego w bliskim sąsiedztwie Kościerzyny. Akwenem jeziora prowadzi szlak wodny Graniczna-Trzebiocha.